# Адольф фон Тучек
Адольф Тучек, з 1915 року — Ріттер фон Тучек (нім. Adolf Ritter von Tutschek; 16 травня 1891 — 15 березня 1918) — німецький льотчик-ас, гауптман Баварської армії (6 грудня 1917). Кавалер ордена Pour le Mérite.

## Біографія
Почав свою військову службу в 1910 році, зарахований кадетом в 3-й баварський піхотний полк. Через 2 роки призначений офіцером і, коли почалася Перша світова війна, потрапив в 40-й піхотний полк, в рядах якого боровся на Західному, а в 1915 році — на Східному фронті, де був поранений в бою 2 травня. 17 січня 1916 року знову направлений на Західний фронт, під Верден. 26 березня отримав отруєння газами і потрапив в госпіталь на кілька місяців. Після завершення направлений для проходження льотної підготовки та потрапив 25 липня в Шляйссгайм. Вивчившись на пілота, отримав призначення в FA 6b в кінці жовтня 1916 року. 25 січня 1917 року направлений в Jasta 2 «Бельке», де збив 3 літаки. 28 квітня Ріттер фон Тутшек був призначений командиром Jasta 12. Збитий в повітряному бою 11 серпня флайт-командером К.Д. Букером з 8-ї морської ескадрильї.Тучек отримав важке поранення, але залишився живий. 1 лютого 1918 року очолив Jagdgeschwader №2, що складалася з Jasta 12, 13, 15 і 19. Здобувши 27-му перемогу, німецький ас загинув в бою над Бранкуром вранці 15 березня 1918 року, пілотуючи Fokker Dr.I , 404/17. Німецького аса збив лейтенант Г.Б. Редлер з 24-ї ескадрильї, який літав на SE 5а (В79). Ріттер фон Тучек став четвертою жертвою британця, який здобув в цілому 10 перемог.

## Нагороди
- Залізний хрест 2-го і 1-го класу
- Орден «За заслуги» (Баварія) 3-го класу з короною і мечами
  - орден з короною (17 січня 1917) — повторне нагородження.
- Військовий орден Максиміліана Йозефа, лицарський хрест (15 серпня 1915)
- Королівський орден дому Гогенцоллернів, лицарський хрест з мечами (11 липня 1917) — за 13 перемог.
- Pour le Mérite (3 серпня 1917) — за 20 перемог.